# Ciutadella del Caire
La Ciutadella del Caire o Ciutadella de Saladí (àrab: قلعة صلاح الدين, Qalaʿat Salāḥ ad-Dīn) és una fortificació medieval d'època islàmica del Caire, a Egipte, construïda per Saladí i modificada pels governants egipcis posteriors. Fou la seu del govern egipci i la residència dels seus governants durant quasi set-cents anys, del segle xiii al segle xix. És en un promontori dels turons d'Al-Mukattam, a prop del centre del Caire, en una posició estratègica amb vista a la ciutat i a l'horitzó. En el moment de construir-se, fou un dels projectes de fortificació militar més impressionants i ambiciosos de l'època. Ara és un lloc històric preservat, amb mesquites i museus.
A més de la construcció inicial de l'era aiúbida iniciada per Saladí el 1176, la Ciutadella cresqué molt durant el Sultanat mameluc que va seguir, que culminà amb els projectes de construcció del soldà an-Nàssir Muhàmmad ibn Qalàwun en el segle xiv. En la primera meitat del segle xix, Muhàmmad Alí Paixà enderrocà molts edificis antics i va construir nous palaus i monuments en tot el Caire, i hi donà gran part de la forma actual. En el segle xx s'emprà com a guarnició militar per la invasió britànica i després per l'exèrcit egipci fins que s'obrí al públic el 1983. El 1976, la UNESCO proclamà la Ciutadella part del Patrimoni de la Humanitat del Caire Històric, que va ser «el nou centre del món islàmic, que aconseguiria l'edat d'or en el segle xiv».

## Història

Mapa de la Ciutadella del Caire

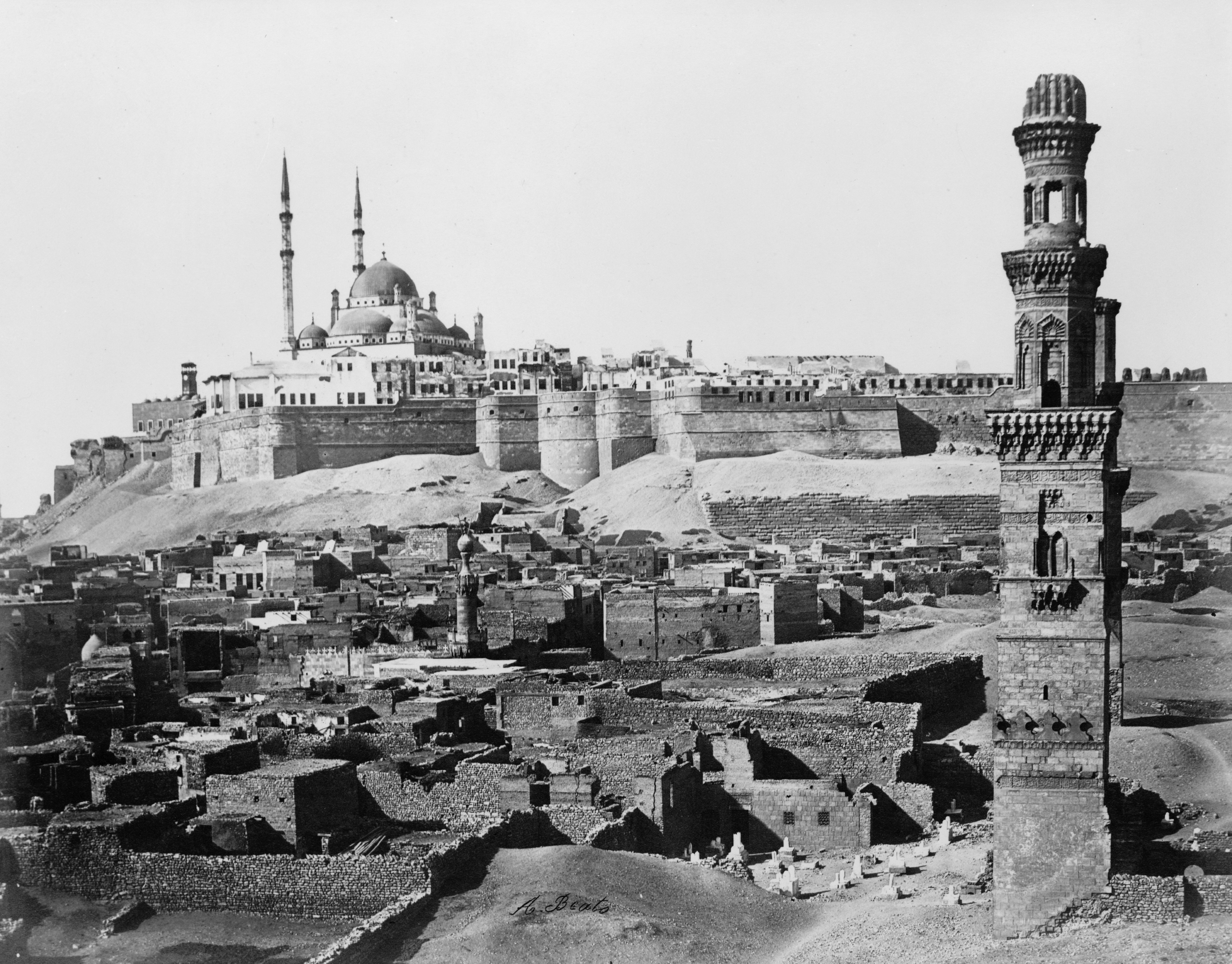
Ciutadella del Caire en el segle XIX. Al fons es troba la Mesquita Muhammad Alí, amb els minarets d'estil otomà

La Ciutadella es va construir en un promontori dels turons d'Al-Mukattam, un escenari defensiu. L'eficàcia de la ubicació de la Ciutadella es demostra encara més pel fet que continuà sent el cor del govern egipci fins al segle xix. Durant aquest llarg període, el disseny i l'estructura de la Ciutadella s'alteraren repetidament per a adaptar-se als gustos i necessitats dels nous governants, i això dificulta la reconstrucció del plànol originari o dels posteriors. Hi ha hagut tres períodes de construcció principals: l'aiúbida dels segles xii i xiii (començant amb Saladí), el mameluc del segle xiv (amb an-Nàssir Muhàmmad ibn Qalàwun) i el del segle xix (amb Muhàmmad Alí Paixà). La Ciutadella deixà de ser seu del govern del Caire quan el kediv Ismaïl Paixà es va mudar al recentment construït Palau d'Abdín al nou centre del Caire el 1874. Malgrat les seues elaborades defenses, la Ciutadella mai va acabar sent sotmesa a un veritable setge, tot i que estigué implicada en diverses ocasions en els conflictes polítics del Caire o d'Egipte.

### Disposició general
En general, la fortalesa es divideix en dues parts: el Recinte Nord (on hi ha el Museu Militar Nacional Egipci) i el Recinte Sud (on hi ha la Mesquita Muhammad Alí). El Recinte del Nord es reservà històricament per a les guarnicions militars, i el Sud, com a residència del soldà. També hi ha un recinte occidental més baix que era el lloc dels estables reials dels mamelucs.
A l'oest i sud-oest de la Ciutadella hi havia un llarg camp obert al qual els historiadors es refereixen com «l'hipòdrom» o com «el maydan» (‘la plaça’). Durant segles, es va mantenir com a camp d'entrenament (sobretot d'equitació) i com a camp de desfilades militars. El seu contorn encara és visible en el traçat de carreteres d'aquest costat de la Ciutadella. A l'extrem nord d'aquest hipòdrom hi havia una plaça coneguda com a Rumayla, que s'utilitzà com a mercat de cavalls (perquè era al costat dels estables reials), però també com a plaça oficial per a cerimònies reials i religioses. Ara hi ha una gran rotonda coneguda com la Plaça de la Ciutadella (Midan al-Qal'a) o la Plaça de Saladí (Midan Salah ad-Din), al costat de la qual hi ha les enormes mesquita i madrassa de Hassan i la mesquita d'al-Rifa'i.